# شهرستان لوس (میشیگان)
شهرستان لوس، میشیگان (به انگلیسی: Luce County, Michigan) یک سکونتگاه مسکونی در ایالات متحده آمریکا است که در میشیگان واقع شده‌است.